# Black Shark (Xiaomi)
Black Shark è un marchio indipendente, azienda satellite di Xiaomi, che fornisce e sviluppa tecnologie per gli smartphone da gaming Xiaomi Black Shark.
Il loro primo prodotto, il Xiaomi Black Shark, lanciato nel 2018, segna la nascita del brand.

## Modelli
| Modello                   | Anno | Tipo di display                       | Risoluzione                | Supporto 4G LTE | Supporto rete 5G | Chipset | GPU                            | Memoria interna e RAM                 | Fotocamera principale                                                                                               | Fotocamera frontale                            | Batteria | Sistema operativo     | Sistema operativo   |
| Modello                   | Anno | Tipo di display                       | Risoluzione                | Supporto 4G LTE | Supporto rete 5G | Chipset | GPU                            | Memoria interna e RAM                 | Fotocamera principale                                                                                               | Fotocamera frontale                            | Batteria | Iniziale              | Attuale             |
| ------------------------- | ---- | ------------------------------------- | -------------------------- | --------------- | ---------------- | --- | ------------------------------ | ------------------------------------- | --- | ---------------------------------------------- | -------- | --------------------- | ------------------- |
| Xiaomi Black Shark        | 2018 | 5.99" IPS LCD                         | Full HD+ 1080 x 2160 pixel | Sì              | No               | Qualcomm SDM845 Snapdragon 845 a 10 nm 4x 2.8 GHz Kyro 385 Gold & 4x 1.8 GHz Kyro 385 Silver                  | Qualcomm Andreno 630           | - 64/128 GB UFS 2.1 - 6/8 GB RAM      | - 12 Megapixel dual pixel con autofocus e HDR - 20 Megapixel teleobiettivo 2x ottico con autofocus - 4K@30fps       | - 20 Megapixel - Full HD a 1080p@30fps         | 4000mAh  | Android 8.0           |                     |
| Xiaomi Black Shark Helo   | 2018 | 6.01" AMOLED                          | Full HD+ 1080 x 2160 pixel | Sì              | No               | Qualcomm SDM845 Snapdragon 845 a 10 nm 4x 2.8 GHz Kyro 385 Gold & 4x 1.8 GHz Kyro 385 Silver                  | Qualcomm Andreno 630           | - 64/128/256 GB - 6/8/10 GB RAM       | - 12 Megapixel dual pixel con autofocus e HDR - 20 Megapixel teleobiettivo 2x ottico con autofocus - 4K@30fps       | - 20 Megapixel - Full HD a 1080p@30fps         | 4000mAh  | Android 8.0           |                     |
| Xiaomi Black Shark 2      | 2019 | 6.39" AMOLED                          | 1080 x 2340 pixel          | Sì              | No               | Qualcomm SM8150 Snapdragon 855 a 7 nm 1x 2.84 GHz Kyro 485 & 3x 2.42 GHz Kyro 485 & 4x 1.78 GHz Kyro 485      | Qualcomm Andreno 640           | - 128/256 GB UFS 2.1 - 6/8/12 GB RAM  | - 48 Megapixel con autofocus e HDR - 12 Megapixel teleobiettivo 2x ottico con autofocus - 4K@60fps                  | - 20 Megapixel con HDR - Full HD a 1080p@30fps | 4000mAh  | Android 9.0           | Android 10 JoyUI 11 |
| Xiaomi Black Shark 2 Pro  | 2019 | 6.39" AMOLED                          | 1080 x 2340 pixel          | Sì              | No               | Qualcomm SM8150 Snapdragon 855+ a 7 nm 1x 2.96 GHz Kyro 485 & 3x 2.42 GHz Kyro 485 & 4x 1.78 GHz Kyro 485     | Qualcomm Andreno 640 a 700 MHz | - 128/256 GB UFS 2.1 - 8/12 GB RAM    | - 48 Megapixel con autofocus e HDR - 12 Megapixel teleobiettivo 2x ottico con autofocus - 4K@60fps                  | - 20 Megapixel con HDR - Full HD a 1080p@30fps | 4000mAh  | Android 9.0           |                     |
| Xiaomi Black Shark 3      | 2020 | 6.67" AMOLED con HDR10+ @90 Hz        | 1080 x 2400 pixel          | Sì              | Sì               | Qualcomm SM8250 Snapdragon 865 a 7 nm+ 1x 2.84 GHz Kyro 585 & 3x 2.42 GHz Kyro 585 & 4x 1.80 GHz Kyro 585     | Qualcomm Andreno 650           | - 128/256 GB UFS 3.0 - 8/12 GB RAM    | - 64 Megapixel con autofocus e HDR - 13 Megapixel ultragrandangolare - 5 Megapixel sensore di profondità - 4K@60fps | - 20 Megapixel con HDR - Full HD a 1080p@30fps | 4720mAh  | Android 10            |                     |
| Xiaomi Black Shark 3S     | 2020 | 6.67" AMOLED con HDR10+ @120 Hz       | 1080 x 2400 pixel          | Sì              | Sì               | Qualcomm SM8250 Snapdragon 865 a 7 nm+ 1x 2.84 GHz Kyro 585 & 3x 2.42 GHz Kyro 585 & 4x 1.80 GHz Kyro 585     | Qualcomm Andreno 650           | - 128/256 GB UFS 3.1 - 12 GB RAM      | - 64 Megapixel con autofocus e HDR - 13 Megapixel ultragrandangolare - 5 Megapixel sensore di profondità - 4K@60fps | - 20 Megapixel con HDR - Full HD a 1080p@30fps | 4729mAh  | Android 10            |                     |
| Xiaomi Black Shark 3 Pro  | 2020 | 7.1" AMOLED con HDR10+ @90 Hz         | 1440 x 3120 pixel          | Sì              | Sì               | Qualcomm SM8250 Snapdragon 865 a 7 nm+ 1x 2.84 GHz Kyro 585 & 3x 2.42 GHz Kyro 585 & 4x 1.80 GHz Kyro 585     | Qualcomm Andreno 650           | - 256/512 GB UFS 3.0 - 8/12 GB RAM    | - 64 Megapixel con autofocus e HDR - 13 Megapixel ultragrandangolare - 5 Megapixel sensore di profondità - 4K@60fps | - 20 Megapixel con HDR - Full HD a 1080p@30fps | 5000mAh  | Android 10            |                     |
| Xiaomi Black Shark 4      | 2021 | 6.67" Super AMOLED con HDR10+ @144 Hz | 1080 x 2400 pixel          | Sì              | Sì               | Qualcomm SM8250-AC Snapdragon 870 5G a 7 nm 1x 3.2 GHz Kyro 585 & 3x 2.42 GHz Kyro 585 & 4x 1.80 GHz Kyro 585 | Qualcomm Andreno 650           | - 128/256 GB UFS 3.1 - 6/8/12 GB RAM  | - 48 Megapixel con autofocus e HDR - 8 Megapixel ultragrandangolare - 5 Megapixel macro con autofocus - 4K@60fps    | - 20 Megapixel con HDR - Full HD a 1080p@30fps | 4500mAh  | Android 11 JoyUI 12.5 |                     |
| Xiaomi Black Shark 4 Pro  | 2021 | 6.67" Super AMOLED con HDR10+ @144 Hz | 1080 x 2400 pixel          | Sì              | Sì               | Qualcomm SM8350 Snapdragon 888 a 5 nm 1x 2.84 GHz Kyro 680 & 3x 2.42 GHz Kyro 680 & 4x 1.80 GHz Kyro 680      | Qualcomm Andreno 660           | - 256/512 GB UFS 3.1 - 8/12/16 GB RAM | - 64 Megapixel con autofocus e HDR - 8 Megapixel ultragrandangolare - 5 Megapixel macro con autofocus - 4K@60fps    | - 20 Megapixel con HDR - Full HD a 1080p@30fps | 4500mAh  | Android 11 JoyUI 12.5 |                     |
| Xiaomi Black Shark 4S     | 2021 | 6.67" Super AMOLED con HDR10+ @144 Hz | 1080 x 2400 pixel          | Sì              | Sì               | Qualcomm SM8250-AC Snapdragon 870 5G a 7 nm 1x 3.2 GHz Kyro 585 & 3x 2.42 GHz Kyro 585 & 4x 1.80 GHz Kyro 585 | Qualcomm Andreno 650           | - 128/256 GB UFS 3.1 - 8/12 GB RAM    | - 48 Megapixel con autofocus e HDR - 8 Megapixel ultragrandangolare - 5 Megapixel macro con autofocus - 4K@60fps    | - 20 Megapixel con HDR - Full HD a 1080p@30fps | 4500mAh  | Android 11 JoyUI 12.8 |                     |
| Xiaomi Black Shark 4S Pro | 2021 | 6.67" Super AMOLED con HDR10+ @144 Hz | 1080 x 2400 pixel          | Sì              | Sì               | Qualcomm SM8350 Snapdragon 888+ 5G a 5 nm 1x 3.0 GHz Kyro 680 & 3x 2.42 GHz Kyro 680 & 4x 1.80 GHz Kyro 680   | Qualcomm Andreno 660           | - 256/512 GB UFS 3.1 - 8/12/16 GB RAM | - 64 Megapixel con autofocus e HDR - 8 Megapixel ultragrandangolare - 5 Megapixel macro con autofocus - 4K@60fps    | - 20 Megapixel con HDR - Full HD a 1080p@30fps | 4500mAh  | Android 11 JoyUI 12.8 |                     |